# Ошмесвай
Ошмесва́й (рос. Ошмесвай) — річка в Удмуртії (Увинський район), Росія, права притока Нилга.
Довжина річки становить 9 км. Бере початок за 1 км на південний захід від присілку Великий Ошмесвай. Річка протікає на південь та південний схід. Крім верхньої течії всі береги річки заліснені.
У центральній частині річища збудовано ставок, по греблі проходить автомобільна дорога Пужмесь-Тукля — Чекан.
| Річка | Це незавершена стаття про річку. Ви можете допомогти проєкту, виправивши або дописавши її. |